# Дюваль, Клеман
Клеман Дюваль (фр. Clément Duval; 11 марта 1850 — 29 марта 1935) — французский анархист и преступник. Его идеи «индивидуального возмещения» повлияли на формирование иллегализма.
Дюваль служил в пятом батальоне пехоты во время франко-прусской войны, где был ранен, а в больнице заразился оспой. В результате он провёл в больнице четыре последующих за ранением года, после чего, лишившись возможности работать, был вынужден воровать. Во время тюремного заключения, в котором он оказался из-за кражи 80 франков, Дюваль присоединился к анархистской группировке «Пантеры Батиньоля».
25 октября 1886 года Дюваль ворвался в особняк парижской светской львицы, похитил 15 000 франков и случайно поджёг дом. Его поймали 2 недели спустя, при попытке сбыть краденное. Во время ареста Дювалю удалось тяжело ранить полицейского Россиньоля, который, однако, выжил.
Суд над Дювалем превратился в настоящую демонстрацию его сторонников и закончился беспорядками, во время которых конвоируемый от здания суда Дюваль кричал «Да здравствует анархия!» Его приговорили к гильотинированию, которое позже было заменено каторжными работами на острове Дьявола во французской Гвиане.
Анархистской газете Revolte Дюваль торжественно объявил, что «Воровство существует только как результат эксплуатации человека человеком…, когда общество отказывает вам в праве на существование, вы должны взять его самостоятельно…, полицейский арестовал меня именем закона, я ударил его от имени Свободы».
Последующие после суда 14 лет Дюваль провел в тюремном заключении, совершив более 20 попыток побега, одна из которых в апреле 1901 года увенчалась успехом. Дюваль добрался до Нью-Йорка, где и дожил до 85 лет. В 1929 году были изданы его мемуары.